# Judo-Verband Berlin
Der Judo-Verband Berlin e. V. (JVB) ist der Judo-Landesverband der Berliner Judo-Vereine und deren Judoka. Der JVB ist Mitglied im Deutschen Judo-Bund (DJB).

## Geschichte
1922 wurde in Berlin der erste Judoverein gegründet, der Erste Berliner Judo-Club. Nach dem Zweiten Weltkrieg, im Oktober 1948, wurde Kampfsport wieder erlaubt. Noch im selben Jahr fanden die ersten Judoturniere in der Stadt statt. Der Judo-Verband Berlin wurde im darauf folgenden Jahr 1949 gegründet. 1950 wurde der Landesverband Teil des DJBs. Im Jahr 1984 wurde der Judo Olympiastützpunkt Berlin gegründet. Die Vereinigung des DJB und des DJV fand am 2. Februar 1991 in Passau statt. Damit wurde formal das Gebiet des JVB auf die ganze Stadt ausgedehnt und die Einrichtungen wurden an den JVB überführt. Der Verein verlegte seinen Sitz in diesem Zuge zum Sportforum-Hohenschönhausen Berlin, wo dieser eine fest installierte Tatami hat.

## Wettkampfsport
Der JVB richtet regelmäßig Einzel- und Mannschaftswettkämpfe aus. Sieger der Berliner Meisterschaften qualifizieren sich für die Teilnahme an den nationalen Wettkämpfen als Vertreter Berlins, wie den Nord-Ostdeutschen Meisterschaften des DJB.

## Judo-Bundesliga
Bis 2018 bei den Männern und bis 2011 bei den Frauen gab es von mehreren Vereinen eine Mannschaft in der Judo-Bundesliga. Um weiterhin eine Möglichkeit zu bieten, in der Bundesliga zu kämpfen, wurde 2020 auf Betreiben des JVB die Berliner Kampfgemeinschaft e. V. gegründet, welche eine Männer- und eine Frauenmannschaft stellt. Seit 2023 gibt es mit einer Mannschaft vom Ersten Berliner Judo-Club (EBJC) wieder drei Berliner Mannschaften.